# Thibault Giresse
Pour les articles homonymes, voir Giresse.
Thibault Giresse, né le 25 mai 1981 à Talence, est un  footballeur français qui a évolué au poste de milieu de terrain entre 1999 et 2018, avec notamment un passage à l'En avant de Guingamp, pendant neuf ans. Il est reconverti comme entraîneur adjoint au Pau Football Club.
Il est le fils d'Alain Giresse, ancien footballeur international français.

## Carrière de joueur

### Débuts à Toulouse (1999-2006)

#### Équipe réserve, National puis Ligue 2
Thibault Giresse est formé au Toulouse FC et fait ses débuts senior avec la réserve du club lors de la saison 1999-2000 de CFA. Il joue 28 matches pour 5 buts durant la saison 2000-2001, ce qui lui ouvre les portes de l'équipe A.
En août 2001, il refuse de répondre positivement à l'appel de l'équipe de France Universitaire qui dispute l'Universiade d'été à Pékin. La carrière professionnelle de Giresse débute lors de la saison 2001-2002 en National avec le Toulouse FC alors que le club de la ville rose vient d'être rétrogradé en troisième division pour problèmes financiers. Auteur d'une bonne saison où il inscrira 8 buts en 36 rencontres, le milieu de terrain girondin et ses partenaires ne passeront qu'une saison en National accédant dès l'année suivante à l'échelon supérieur.
Lors de la saison suivante, Thibault Giresse, qui est devenu une pièce centrale du dispositif toulousain, inscrit 6 buts en 30 rencontres de championnat ce qui vaut aux « pitchounes » d'être sacrés champions de France de Ligue 2 et de remonter en Ligue 1, seulement deux ans après avoir quitté l'élite du football hexagonal.

#### Prêt au Havre
Très peu utilisé (seulement 5 apparitions lors de sa première saison en Ligue 1), Giresse est prêté dès le mois de janvier au Havre où il inscrit 4 buts en 16 apparitions. Ses bonnes prestations lui valent d'être rappelé par son club qui lui offre dès la saison suivante une nouvelle place de titulaire.

### Retour en Ligue 2 à Amiens (2006-2009)
En août 2006, à la sortie d'une saison difficile sur le plan professionnel (9 apparitions seulement en Ligue 1 et aucun but inscrit), le joueur retourne en Ligue 2, à l'Amiens SC.
Dès la première rencontre sous ses nouvelles couleurs, il s'illustre face au Havre, son ex-club, en délivrant une passe décisive et en marquant un but. Son début de saison prometteur lui vaut de s'imposer comme un titulaire indiscutable à son poste et de jouer toutes les rencontres de championnat de son équipe, inscrivant au passage 10 buts lors de sa première saison en Picardie et loupant la montée de peu.
À l'été 2007, il prolonge son contrat avec le club jusqu'en 2009.
Ses deux autres saisons amiénoises sont plus difficiles, car si sur le plan individuel il est un titulaire indiscutable, l'équipe n'arrive pas à accéder à l'élite et est même reléguée en National en 2009.

### De la Ligue 2 à l'Europe avec Guingamp (2009-2018)
En fin de contrat avec le club picard, il signe en juin 2009 à l'En avant de Guingamp, vainqueur cette année-là de la Coupe de France. Il participe à la Ligue Europa la saison suivante, avec l'espoir de retrouver la Ligue 1, trois ans après l'avoir quittée. Cependant, cette année se passe mal pour l'EAG qui descend en National.
La saison du club en troisième division est un succès pour les bretons, puisqu'ils terminent troisièmes de National et remontent en Ligue 2. Dans le même temps, Giresse finit meilleur buteur de National avec 21 buts. En 2013, il participe de nouveau à une belle saison du club qui porte l'En Avant de Guingamp en Ligue 1.
En 2014, il gagne, avec le club, la Coupe de France, 28 ans après son père qui l'avait gagnée avec les Girondins de Bordeaux. À Guingamp, il se fait vite adopter par le public et en devient le chouchou.
Il prend sa retraite de footballeur professionnel à l'issue de la saison 2017-2018 après neuf années passées en Bretagne.

## Carrière d'entraineur
En 2019, Giresse entame sa reconversion en intégrant le staff technique de Sylvain Didot, entraineur de l'En avant de Guingamp. Il occupe le poste de second adjoint, le poste d'adjoint principal revenant à Frédéric Bompard,.
En juin 2021, après un an de formation au CNF Clairefontaine, il est diplômé du DESJEPS mention football.
En 2024, Giresse est présenté comme le nouvel adjoint de Nicolas Usaï au Pau Football Club, évoluant en Ligue 2.

## Palmarès
- Toulouse FC :
  - champion de Ligue 2 en 2003.

- EA Guingamp :
  - vainqueur de la coupe de France en 2014 ;
  - meilleur buteur de National en 2011 (21 buts) ;
  - élu dans l'équipe type du National pour la saison 2010-2011[10].

## Statistiques
| Saison                | Club                  | Championnat           | Championnat | Championnat | Coupe nationale | Coupe nationale | Coupe de la Ligue | Coupe de la Ligue | Supercoupe | Supercoupe | Compétition(s) continentale(s) | Compétition(s) continentale(s) | Compétition(s) continentale(s) | Total | Total |
| Saison                | Club                  | Division              | M.          | B.          | M.              | B.              | M.                | B.                | M.         | B.         | Comp.                          | M.                             | B.                             | M.    | B.    |
| 1999-2000             | Toulouse FC B         | CFA                   | 8           | 0           | -               | -               | -                 | -                 | -          | -          | -                              | -                              | -                              | 8     | 0     |
| 2000-2001             | Toulouse FC B         | CFA                   | 28          | 5           | -               | -               | -                 | -                 | -          | -          | -                              | -                              | -                              | 28    | 5     |
| 2002-2003             | Toulouse FC B         | CFA                   | 2           | 1           | -               | -               | -                 | -                 | -          | -          | -                              | -                              | -                              | 2     | 1     |
| 2003-2004             | Toulouse FC B         | CFA                   | 4           | 3           | -               | -               | -                 | -                 | -          | -          | -                              | -                              | -                              | 4     | 3     |
| 2004-2005             | Toulouse FC B         | CFA                   | 3           | 2           | -               | -               | -                 | -                 | -          | -          | -                              | -                              | -                              | 3     | 2     |
| 2005-2006             | Toulouse FC B         | CFA                   | 9           | 2           | -               | -               | -                 | -                 | -          | -          | -                              | -                              | -                              | 9     | 2     |
| Sous-total            | Sous-total            | Sous-total            | 54          | 13          | -               | -               | -                 | -                 | -          | -          | -                              | -                              | -                              | 54    | 13    |
| 2001-2002             | Toulouse FC           | Nat.                  | 38          | 9           | 2               | 1               | 1                 | 0                 | -          | -          | -                              | -                              | -                              | 41    | 10    |
| 2002-2003             | Toulouse FC           | L2                    | 30          | 6           | 4               | 1               | 1                 | 1                 | -          | -          | -                              | -                              | -                              | 35    | 8     |
| 2003-2004             | Toulouse FC           | L1                    | 5           | 0           | -               | -               | 1                 | 0                 | -          | -          | -                              | -                              | -                              | 6     | 0     |
| 2004-2005             | Toulouse FC           | L1                    | 28          | 2           | 2               | 0               | 1                 | 0                 | -          | -          | -                              | -                              | -                              | 31    | 2     |
| 2005-2006             | Toulouse FC           | L1                    | 9           | 0           | 1               | 0               | 1                 | 0                 | -          | -          | -                              | -                              | -                              | 11    | 0     |
| Sous-total            | Sous-total            | Sous-total            | 110         | 17          | 9               | 2               | 5                 | 1                 | -          | -          | -                              | -                              | -                              | 124   | 20    |
| 2004                  | Le Havre AC (prêt)    | L2                    | 16          | 4           | -               | -               | -                 | -                 | -          | -          | -                              | -                              | -                              | 16    | 4     |
| Sous-total            | Sous-total            | Sous-total            | 16          | 4           | -               | -               | -                 | -                 | -          | -          | -                              | -                              | -                              | 16    | 4     |
| 2006-2007             | Amiens SC             | L2                    | 38          | 10          | 3               | 0               | 2                 | 0                 | -          | -          | -                              | -                              | -                              | 43    | 10    |
| 2007-2008             | Amiens SC             | L2                    | 37          | 7           | 6               | 1               | 2                 | 1                 | -          | -          | -                              | -                              | -                              | 45    | 9     |
| 2008-2009             | Amiens SC             | L2                    | 38          | 6           | 1               | 0               | 1                 | 0                 | -          | -          | -                              | -                              | -                              | 40    | 6     |
| Sous-total            | Sous-total            | Sous-total            | 113         | 23          | 10              | 1               | 5                 | 1                 | -          | -          | -                              | -                              | -                              | 128   | 25    |
| 2009-2010             | EA Guingamp           | L2                    | 32          | 4           | 3               | 1               | 2                 | 0                 | 1          | 0          | C3                             | 2                              | 0                              | 40    | 5     |
| 2010-2011             | EA Guingamp           | Nat.                  | 39          | 21          | 3               | 2               | 4                 | 1                 | -          | -          | -                              | -                              | -                              | 46    | 24    |
| 2011-2012             | EA Guingamp           | L2                    | 36          | 8           | 2               | 2               | 2                 | 1                 | -          | -          | -                              | -                              | -                              | 40    | 11    |
| 2012-2013             | EA Guingamp           | L2                    | 36          | 9           | 2               | 0               | -                 | -                 | -          | -          | -                              | -                              | -                              | 38    | 9     |
| 2013-2014             | EA Guingamp           | L1                    | 30          | 3           | 5               | 0               | 1                 | 0                 | -          | -          | -                              | -                              | -                              | 36    | 3     |
| 2014-2015             | EA Guingamp           | L1                    | 32          | 2           | 5               | 1               | 2                 | 0                 | 1          | 0          | C3                             | 6                              | 0                              | 46    | 3     |
| 2015-2016             | EA Guingamp           | L1                    | 25          | 4           | 2               | 1               | 3                 | 0                 | -          | -          | -                              | -                              | -                              | 30    | 5     |
| 2016-2017             | EA Guingamp           | L1                    | 13          | 1           | 3               | 0               | 3                 | 0                 | -          | -          | -                              | -                              | -                              | 19    | 1     |
| 2017-2018             | EA Guingamp           | L1                    | 3           | 0           | 0               | 0               | 1                 | 0                 | -          | -          | -                              | -                              | -                              | 4     | 0     |
| Sous-total            | Sous-total            | Sous-total            | 246         | 52          | 25              | 7               | 18                | 2                 | 2          | 0          | -                              | 8                              | 0                              | 299   | 61    |
| Total sur la carrière | Total sur la carrière | Total sur la carrière | 539         | 109         | 44              | 10              | 28                | 4                 | 2          | 0          | -                              | 8                              | 0                              | 621   | 123   |